# Савельевка (Хайбуллинский район)
Саве́льевка (баш. Савельевка) — село в Хайбуллинском районе Башкортостана, входит в Таналыкский сельсовет.

## Географическое положение
Расстояние до:
- районного центра (Акъяр): 32 км,
- центра сельсовета (Подольск): 8 км,
- ближайшей ж/д станции (Сара): 90 км.

## Население
| 2002 | 2010 |
| ---- | ---- |
| 247  | ↘205 |

Национальный состав
Согласно переписи 2002 года, преобладающие национальности — башкиры (55 %), русские (38 %).